# 皇家芭蕾舞团
皇家芭蕾舞團（The Royal Ballet）是英國倫敦皇家歌劇院的一個芭蕾舞團，是英國主要的芭蕾舞團之一，1931年由妮内特·德瓦卢瓦創立，当年5月5日在老維克劇院首演，安东·多林客串。1946年，皇家芭蕾舞團進駐皇家歌劇，1956年獲皇家憲章。
皇家芭蕾舞團有約一百位舞者，伯明翰皇家芭蕾舞团是其姊妹舞團。